# Ado-Ekiti
Ado-Ekiti, nota anche come Ado, è una local government area e città nigeriana, capitale dello stato federato di Ekiti.
La popolazione è in maggioranza Ekiti, un sottogruppo degli Yoruba.
È un importante centro di commerci di prodotti agricoli, al centro di una zona che ha visto un notevole sviluppo in questo settore.